# Agricola Filip
Agricola Filip (n. 21 noiembrie 1891 – d. 25 decembrie 1965) a fost un general român care a luptat în cel de-al Doilea Război Mondial.
A absolvit Școala de Ofițeri în 1911.
A fost înaintat în 10 mai 1934 la gradul de colonel.
A luat parte la primele lupte de pe Frontul de Est și a fost decorat la 7 noiembrie 1941 cu Ordinul „Steaua României” cu spade în gradul de Ofițer, cu panglica de „Virtute Militară” „pentru curajul și priceperea cu care a secondat pe comandantul diviziei în toate luptele, în special la Mărăndeni și Dubna, de numeroase ori pe linia de luptă”. În 24 ianuarie 1942 a fost înaintat la gradul de general de brigadă. Agricola Filip a fost arestat în 1949, condamnat la 10 de închisoare în 1949 și la 25 de ani de închisoare în 1952. A fost eliberat în 1955. 

## Decorații
- Ordinul „Coroana României” în gradul de Comandor (8 iunie 1940)[5]
- Ordinul „Steaua României” cu spade în gradul de Ofițer, cu panglica de „Virtute Militară” (7 noiembrie 1941)[3]

## Legături externe
- Generali.dk en